# Berek (Horvátország)
Berek falu és község Horvátországban Belovár-Bilogora megyében.

## Fekvése
Belovártól légvonalban 18, közúton 21 km-re délre, a Monoszlói-hegység keleti lejtőin fekszik.

## A község települései
A községhez Begovača, Berek, Gornja Garešnica, Kostanjevac, Krivaja, Novo Selo Garešničko, Oštri Zid, Podgarić, Potok, Ruškovac, Šimljana, Šimljanica és Šimljanik települések tartoznak.

## Története
A község területe a középkorban nagyrészt Garics várának uradalmához tartozott. A vár a horvát feltételezések (Pavičić) szerint a 9. század végén, vagy a 10. század elején épült, ezt azonban semmilyen forrás nem támasztja alá. A 13. században jelentősen bővítették és megerősítették. A 12. és a 16. század között kiterjedt uradalom központja volt. Az írásos források alapján uradalmának határai délkeleten az Ilova-folyóig, keleten a Klokocevac-Pavlovac vonalig, északon a Česma-folyóig, nyugaton a Sredska és a Krivaja-patakok összefolyásától annak a mai Samarica melletti forrásáig, délen a Garić-patak forrásától a mai Dišniken át a Mogrovac-patak Ilovai torkolatáig terjedtek. Garics első írásos megemlítése „Garig” alakban II. István király 1163-ban kelt okleveléből származik, melyben a zágrábi püspökség birtokának határait írja le. A várat kifejezetten csak egy 1256-os forrás említi először „castrum Garig” néven. Birtokosai elég sűrűn változtak. Eredetileg a zágrábi püspökségé volt, majd királyi vár, Ákos Mikcs szlavón báné, Pécsi Pálé, azután ismét a királyé, a 15. században Tallóci Matkóé, de közben volt királynéi birtok is. Végül 1544-ben a zágrábi püspökségtől foglalta el a török, ezután nagyon lepusztult állapotba került.
A vár alatt a középkorban jelentős mezőváros is volt, melyet „Garyguasarhel”, azaz Garicsvásárhely néven említenek. Ennek megléte már 1256-ban bizonyos volt, amikor a vár közelében garicsi vendégnépeket (hospites) említenek. Feltehetően élénk kereskedelmi élet folyt itt. A vár alatt állt az 1295-ben alapított Szent Mária kolostor, mely az ország legrégebbi és legjelentősebb kolostorai közé tartozott. 1337-ben Garicsvásárhely mellett az „Wyuduor” (Újudvar) nevű birtok is feltűnik. Pavičić horvát történész Garicsvásárhelyt a mai Gornja Garešnica falu területére helyezi, mely valóban a vár közelében található. Mások a mai Podgarić települést tartják a középkori település utódjának. A zágrábi püspökség plébániáinak 1334-es leírásban megemlítik a település Szűz Mária tiszteletére szentelt („beate Virginis de Garig”) templomát is.
Berek neve a 16. század elején bukkan fel az írásos forrásokban. Neve a vízzel elöntött, mocsaras területet jelölő berek (berak) főnévből származik. Tekintettel arra, hogy település területére egyáltalán nem jellemző, hogy mocsaras lenne, így az elnevezés eredete a horvát értelmezés szerint ismeretlen. A berek főnév azonban a magyarban a folyók, patakok mellékét ellepő és sűrü bokrokból, tövisekből, vesszőkből álló cserjés erdőcske értelemben is használatos, ahová elrejtőzni lehet. Vízfolyás pedig több is található a település határában. Az első adatok néhány délnyugat felől betelepülő család érkezésére az 1550 körüli időszakból származnak. A 17. és a 18. században a folyamatos betelepülések következtében a lakosság száma jelentősen növekedett.
1774-ben az első katonai felmérés térképén „Dorf Berek” néven szerepel. A Horvát határőrvidék részeként a Kőrösi ezredhez tartozott. Lipszky János 1808-ban Budán kiadott repertóriumában „Berek” a neve.
Nagy Lajos 1829-ben kiadott művében „Berek” néven 76 házzal, 271 katolikus és 118 ortodox vallású lakossal találjuk. A település 1809 és 1813 között francia uralom alatt állt.
A katonai közigazgatás megszüntetése után Magyar Királyságon belül Horvátország része, Belovár-Kőrös vármegye Garesnicai járásának része lett. A településnek 1857-ben 414, 1910-ben 535 lakosa volt. Lakói mezőgazdaságból, állattartásból éltek. 1918-ban az új szerb-horvát-szlovén állam, majd később Jugoszlávia része lett. 1941 és 1945 között a németbarát Független Horvát Államhoz, majd a háború után a szocialista Jugoszláviához tartozott. A háború után a fiatalok elvándorlása miatt lakossága folyamatosan csökkent. 1991-től a független Horvátország része. 1991-ben lakosságának 85%-a horvát, 8%-a szerb nemzetiségű volt. A délszláv háború idején mindvégig horvát kézen maradt. 2011-ben a településnek 447, a községnek összesen 1443 lakosa volt.

## Lakossága
| Lakosság változása | Lakosság változása | Lakosság változása | Lakosság változása | Lakosság változása | Lakosság változása | Lakosság változása | Lakosság változása | Lakosság változása | Lakosság változása | Lakosság változása | Lakosság változása | Lakosság változása | Lakosság változása | Lakosság változása | Lakosság változása |
| ------------------ | ------------------ | ------------------ | ------------------ | ------------------ | ------------------ | ------------------ | ------------------ | ------------------ | ------------------ | ------------------ | ------------------ | ------------------ | ------------------ | ------------------ | ------------------ |
| 1857               | 1869               | 1880               | 1890               | 1900               | 1910               | 1921               | 1931               | 1948               | 1953               | 1961               | 1971               | 1981               | 1991               | 2001               | 2011               |
| 414                | 401                | 386                | 468                | 540                | 535                | 559                | 638                | 643                | 670                | 645                | 619                | 497                | 475                | 475                | 447                |

## Nevezetességei
- Mihály arkangyal tiszteletére szentelt római katolikus kápolnája.
- Szent Illés próféta tiszteletére szentelt pravoszláv kápolnája.
- Garics várának tekintélyes romja a monoszlói-hegység északi lejtőin, Podgarić település felett található. A török 1544-ben foglalta el, amikor részben megsemmisült, részben romos állapotba került. A várnak megmaradt a lakó és az öregtornya és jól láthatók a várat övező árkok, valamint a kapuk és a híd helye is. A falakon belül, némi épületmaradványok alapfalai is megfigyelhetők.
- A község területén állt egykor Garignica vára, melyet 1447-ben kezdett építeni Pekri Miklós fia László. 1456-ban Nagy Simon megostromolta, Vitovec János vicebán pedig visszafoglalta. Pontos helye ismeretlen.
- Ugyancsak vidékén állott az 1447-től említett Nerjuk vára is, a décsei Roh család birtoka. Pontos helye ismeretlen.

## Egyesületek
A község önkéntes tűzoltóegyletét a DVD Bereket 1990-ben alapították.

## Sport
Az NK Tomislav Berek labdarúgóklubot 1932-ben alapították. Ezen a néven működött 1946-ig, amikor nevét Borac Berekre változtatták. 1991-ben visszakapta az eredeti nevét.